# Aberrodomus pocillifer
Aberrodomus pocillifer is een mosdiertjessoort uit de familie van de Bifaxariidae. De wetenschappelijke naam van de soort is voor het eerst geldig gepubliceerd in 1957 door S.F. Harmer.